# Fingrene væk fra min teenagedatter
Fingrene væk fra min teenagedatter (Originaltitel 8 Simple Rules... for Dating My Teenage Daughter) er en amerikansk tv-serie skabt af Tracy Gamble, der oprindeligt havde John Ritter og Katey Sagal i hovedrollen som forældre fra middelklassen Paul og Cate Hennessy, der opdrager deres tre børn. Kaley Cuoco, Amy Davidson og Martin Spanjers medvirkede som deres teenagebørn: Bridget, Kerry og Rory Hennessy. Serien kørte på ABC fra 17. september 2002 til 15. april 2005. Den første sæson fokuserede på, at Paul blev efterladt som ansvarlig for børnene, efter at Cate tog et fuldtidsjob som sygeplejerske, med komisk vægt på sine ofte strenge regler om hans døtre og dating. Seriens navn og præmis stammer fra bogen 8 Simple Rules for Dating My Teenage Daughter af W. Bruce Cameron.
Mens 8 Simple Rules blev fornyet for en anden sæson, og produktionen var begyndt, forlod Ritters pludselige død den 11. september 2003 serien i en usikker position. Efter en pause, vendte serien tilbage med at dræbe hans karakter. James Garner og David Spade sluttede sig senere til rollelisten som Cates far Jim Egan og hendes nevø C.J. Barnes. Efter tre sæsoner stoppede ABC 8 Simple Rules i maj 2005 på grund af lave seertal.

## Præmis
Reglerne er:
1. Brug dine hænder på min datter, og du mister dem efter.
2. Du får hende til at græde, jeg får dig til at græde.
3. Sikker sex er en myte. Alt, hvad du prøver, er farligt for dit helbred.
4. Bring hende for sent hjem, der er ingen næste date.
5. Hvis du kører ind i min indkørsel og dytter, må du hellere aflevere en pakke, fordi du er sikker på ikke at hente noget (alternativ regel #5: Kun leveringsmænd dytter. Dates ringer på døren. Én gang.)
6. Ingen klager, mens du venter på hende. Hvis du keder dig, skal du skifte min olie.
7. Hvis dine bukser hænger af dine hofter, vil jeg med glæde sikre dem med min hæftepistol.
8. Dates skal være på overfyldte offentlige steder. Vil du have romantik? Læs en bog.

## Medvirkende
- Cate Hennessy, spillet af Katey Sagal, er konen, mor, sygeplejerske og let den mest fornuftige og sammensatte person i familien. Hun tager et sygeplejerskejob på børnenes skole, så hun kan arbejde normale timer og bruge mere tid sammen med børnene.
- Paul Hennessy, spillet af John Ritter (2002–2003), er en tidligere sportsforfatter, der arbejder hjemmefra som en livstilsklummeskribent. Han er en beskyttende far, hvis overbeskyttende natur ofte gør sine børn forlegne og får dem til at beskylde ham for hykleri.
- Bridget Hennessy, spillet af Kaley Cuoco, er det smukke, ikke så kloge ældste barn. Hun er afbildet som en stereotyp blondine, en populær bombshell, der er optaget af sit udseende, teenagedrenge og ikke meget andet. Efter hendes fars død begynder hun dog at modne lidt.
- Kerry Hennessy, spillet af Amy Davidson, er familiens kunstneriske og sarkastiske mellembarn. Kerry er typisk negativ og sarkastisk og gør ofte spydige bemærkninger om andre. Hun brænder meget for visse ting, som hendes kunst og dyrerettigheder. Hun er ofte irriteret over sin søster og bliver let ked af det, men alligevel går de to piger ofte sammen mod deres forældres autoritet eller på bekostning af deres bror. Hun er det kloge barn, men viser ofte naivitet.
- Rory Hennessy, spillet af Martin Spanjers, er Cate og Pauls søn og deres yngste barn. Han nyder ofte at sladre om sine søstre. Normalt venter han, indtil hans søstre allerede har begået en overtrædelse, og fortæller derefter sin far, der eksploderer. Rory er sin fars yndlingsbarn.
- Bedstefar Jim, spillet af James Garner (2003-2005), er Cates far. Jim tjente i Korea-krigen og er stolt over sin tjeneste (han bliver vred, når krigen kaldes en "politiaktion"). Han er meget beskyttende over for familien. Han sniger sig ofte væk for at ryge tobak. Han er skilt og har tidligere boet i Florida, inden han flyttede ind i Cates kælder, hvor han deler værelse med C.J. Han sætter en ære i C.J.s succes som lærer.
- C.J. Barnes, spillet af David Spade (2004–2005), er Cates nevø. Han var engang i hæren og hævder at have studeret luftfotografering under Golfkrigen og have modtaget et lilla hjerte i kamp, hvilket er i modsætning til hans generelt barnlige holdning. Han er en lærer, der ofte forfølger kvinder, men uden held. Han bor sammen med sin bedstefar, Jim, i kælderen (har tidligere boet i en varevogn, som Jim havde brændt).

## Produktion

### John Ritters død
De tre første afsnit af seriens anden sæson var afsluttet, da Ritter oplevede ubehag under en prøve om eftermiddagen den 11. september 2003. Produktionsmedlemmer tog ham til et nærliggende hospital, Providence Saint Joseph Medical Center, hvor han blev fejldiagnosticeret med et hjerteanfald, og som følge heraf var hans tilstand blevet forværret, da læger senere diagnosticerede ham med en aortadissektion. Han døde den aften i en alder af 54. Efter Ritters død annoncerede ABC, at 8 Simple Rules ville fortsætte efter en pause, og ville inkorporere døden af Ritter's karakter. De tre nye afsnit, som Ritter havde gennemført, blev sendt med en introduktion af Sagal.
8 Simple Rules vendte tilbage to måneder efter Ritters død med en times afsnit, "Goodbye", som blev forvandlet til en hyldest til Ritters karakter. Efterfølgende afsnit omhandlede familiens reaktion på hans død, og hvordan de kom videre fra det. De første fire afsnit efter Ritters død blev filmet uden et live publikum med James Garner og Suzanne Pleshette gæsteoptræden som Cates strenge forældre og David Spade gæsteoptræden som Cates egensindige nevø, C.J. Barnes. Garner og Spade modtog senere hovedroller for at fylde tomrummet efterladt af Ritter i resten af seriens løb.